# Франциска Брауссе
Франциска Брауссе (нім. Franziska Brauße; нар. 20 листопада 1998) — німецька велогонщиця, олімпійська чемпіонка 2020 року.

## Виступи на Олімпіадах
| Олімпіада  | Дисципліна                    | Місце |
| ---------- | ----------------------------- | ----- |
| Токіо 2020 | командна гонка переслідування | 1     |
| Токіо 2020 | медісон                       | 12    |